# Megalomania (Aqua)
Megalomania è il terzo album della band danese Aqua pubblicato il 3 ottobre 2011. L'album è stato anticipato dal singolo How R U Doin? uscito il 14 marzo 2011.
È il primo album pubblicato dopo la reunion del gruppo avvenuta nel 2007, terzo album di inediti dopo undici anni dall'ultimo album Aquarius.

## Singoli
- "How R U Doin?" è stato pubblicato il 14 marzo 2011 come il primo singolo estratto dall'album. La canzone ha raggiunto la posizione numero quattro in Danimarca, e da allora è stata certificata oro dall'IFPI per la vendita di 15 000 copie in Danimarca.[3]
- "Like a Robot"  e "Playmate to Jesus" sono stati pubblicati entrambi il 12 settembre 2011, il primo come singolo per i club e il secondo per la pubblicazione via radio.[4]

## Tracce[5]
1. Playmate to Jesus – 4:48 (Søren Rasted, Claus Norreen, René Dif, Lene Nystrøm)
2. Dirty Little Pop Song – 3:51 (Kasper Bjørke, Søren Rasted, Claus Norreen, Sue Brask)
3. Kill Myself – 3:31 (Søren Rasted, Claus Norreen, Lene Nystrøm)
4. Like a Robot – 3:39 (Lucas Secon, René Dif, Søren Rasted, Claus Norreen)
5. Viva Las Vegas – 3:24 (Søren Rasted, Claus Norreen, Sue Brask)
6. No Party Patrol – 3:22 (Søren Rasted, Claus Norreen, Sue Brask, Niels Rahr)
7. Come n' Get It – 3:27 (Søren Rasted, Claus Norreen)
8. Sucker for a Superstar – 3:20 (Søren Rasted, Claus Norreen, Sue Brask)
9. Be My Saviour Tonight – 3:18 (Søren Rasted, Claus Norreen, René Dif, Nicolaj Rasted)
10. How R U Doin? – 3:23 (Thomas Troelsen, Søren Rasted, Claus Norreen)
11. If the World Didn't Suck (We Would All Fall Off) – 3:21 (Søren Rasted, Claus Norreen, Sue Brask)

## Formazione
- Lene Grawford Nystrøm - voce
- René Dif - seconda voce
- Søren Rasted - batteria, chitarra
- Claus Norreen - tastiere

## Classifiche
| Classifiche (2011) | Posizione massima |
| ------------------ | ----------------- |
| Danimarca          | 2                 |

## Date di pubblicazione
| Nazione     | Data            | Formato              | Etichetta       |
| ----------- | --------------- | -------------------- | --------------- |
| Danimarca   | 3 ottobre 2011  | CD, Digital Download | Universal Music |
| Norvegia    | 3 ottobre 2011  | CD, Digital Download | Universal Music |
| Germania    | 18 ottobre 2011 | CD                   | Universal Music |
| Stati Uniti | 18 ottobre 2011 | CD                   | PID             |